# 草酰羟乙酸还原酶 (脱羧)
草酰羟乙酸还原酶 (脱羧)（英語：oxaloglycolate reductase (decarboxylating)，EC 1.1.1.92 （页面存档备份，存于）），是一种以NAD+或NADP+为受体、作用于供体CH-OH基团上的氧化还原酶。这种酶能催化以下酶促反应：
D-甘油酸 + NAD(P)+ + CO2{\displaystyle \rightleftharpoons } 2-羟基-3-氧代琥珀酸 + NAD(P)H + H+
草酰羟乙酸还原酶 (脱羧)主要负责催化由二羟基延胡索酸（dihydroxyfumarate）和还原型三磷酸吡啶核苷酸（reduced triphosphopyridine nucleotide，TPNH）或还原型二磷酸吡啶核苷酸（reduced diphosphofyridine nucleotide，DPNH）到D-甘油酸的转化过程（但二羟基延胡索酸、草酰羟乙酸对应的酮被认为才是这种酶实际中作用的底物）。这种酶还能将羟基丙酮酸还原为D-甘油酸或将乙醛酸还原为乙醇酸。上述两个反应均需要还原型吡啶核苷酸。这种酶主要参与乙醛酸及二羧酸代谢（glyoxylate and dicarboxylate metabolism）。酰羟乙酸还原酶 (脱羧)的相对分子质量约为63,000D。恶臭假单胞菌（Pseudomonas putida）参与酒石酸代谢过程的草酰羟乙酸还原酶 (脱羧)具有A特异性，揭示出其可能是由同样具有A特异性的苹果酸脱氢酶演化而来的。